# Nekropole von Partulesi

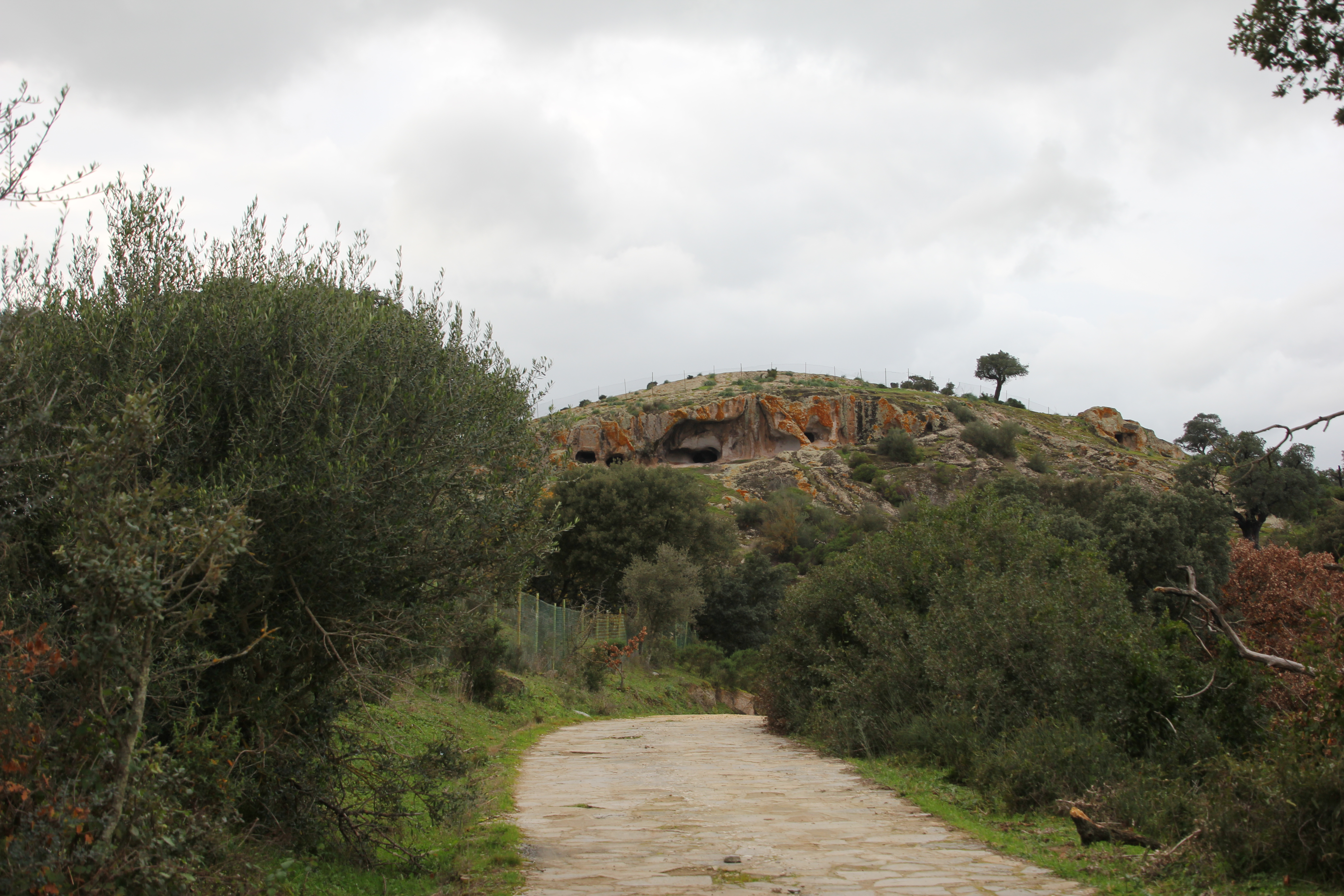
Nekropole von Partulesi

Die Nekropole von Partulesi liegt etwa einen Kilometer westlich des Dorfes Ittireddu im Logudoro in der Metropolitanstadt Sassari auf Sardinien.
Der 26 Domus de Janas umfassende Komplex, der zeitlich zwischen der endneolithischen Ozieri-Kultur (3200–2800 v. Chr.) und dem Äneolithikum liegt, befindet sich auf einem Felsvorsprung aus Tuffstein. Die ursprüngliche Zahl der Anlagen war größer, viele Gräber wurden zerstört. Die Felsgräber sind auf dem Grat in verschiedenen Ebenen angeordnet. Es sind aus mehreren Kammern bestehende, teilweise eng benachbarte Anlagen. Die meisten haben einen kurzen, in den Fels gehauenen Dromos als Zugang, einige haben einen direkten Zugang.
Mehrere Anlagen der Nekropole haben Nischen und sind mit Motiven in Relief geschmückt. Typische architektonische Elemente zeitgenössischer Häuser wie Gesimse, Pilaster, Sockel, Stufen und falsche Türen sind als Flachreliefs in den Fels gehauen. Motive und Gestaltung finden sich ähnlich in der Nekropole von Sa Pala Larga.

Nekropole von Partulesi
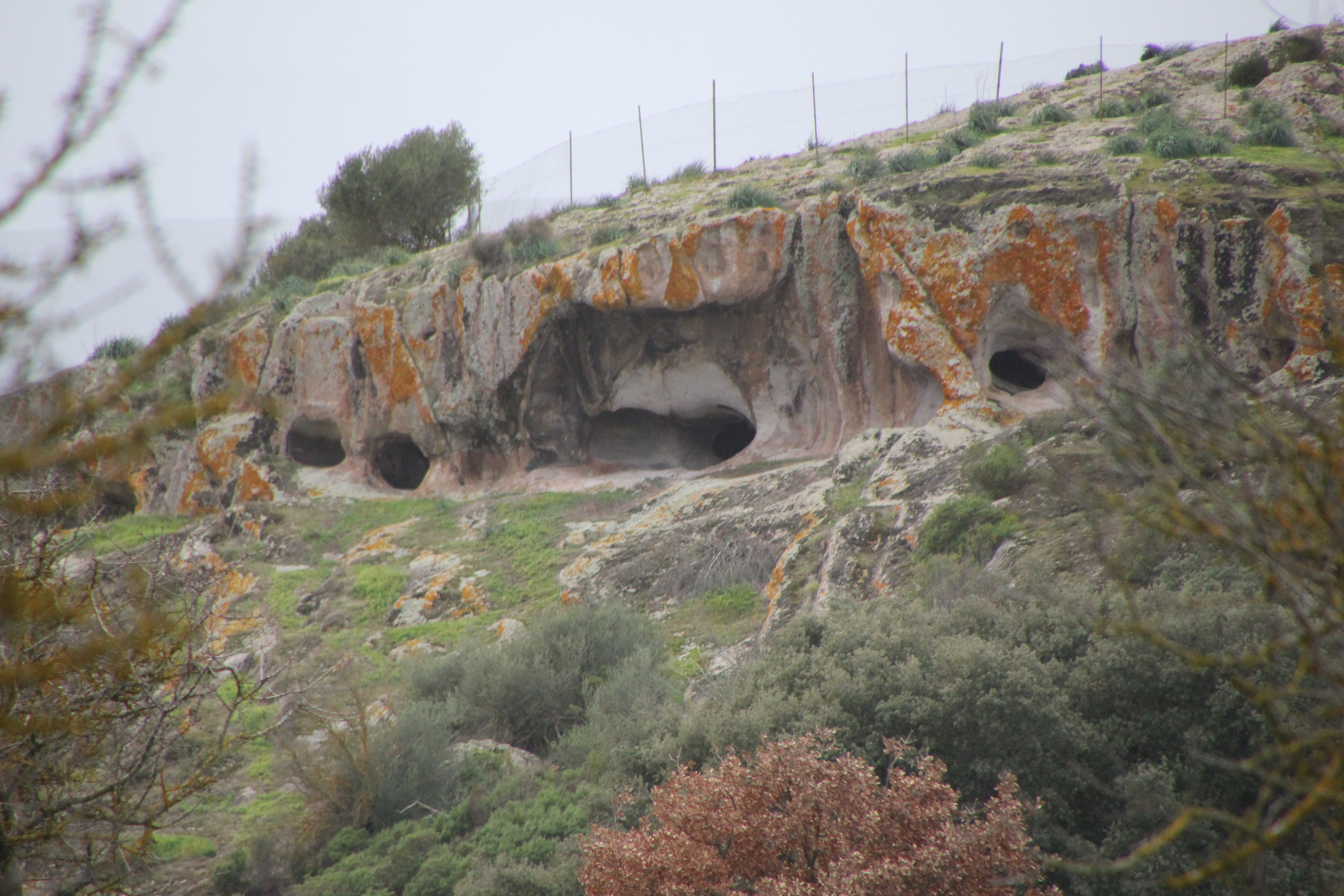
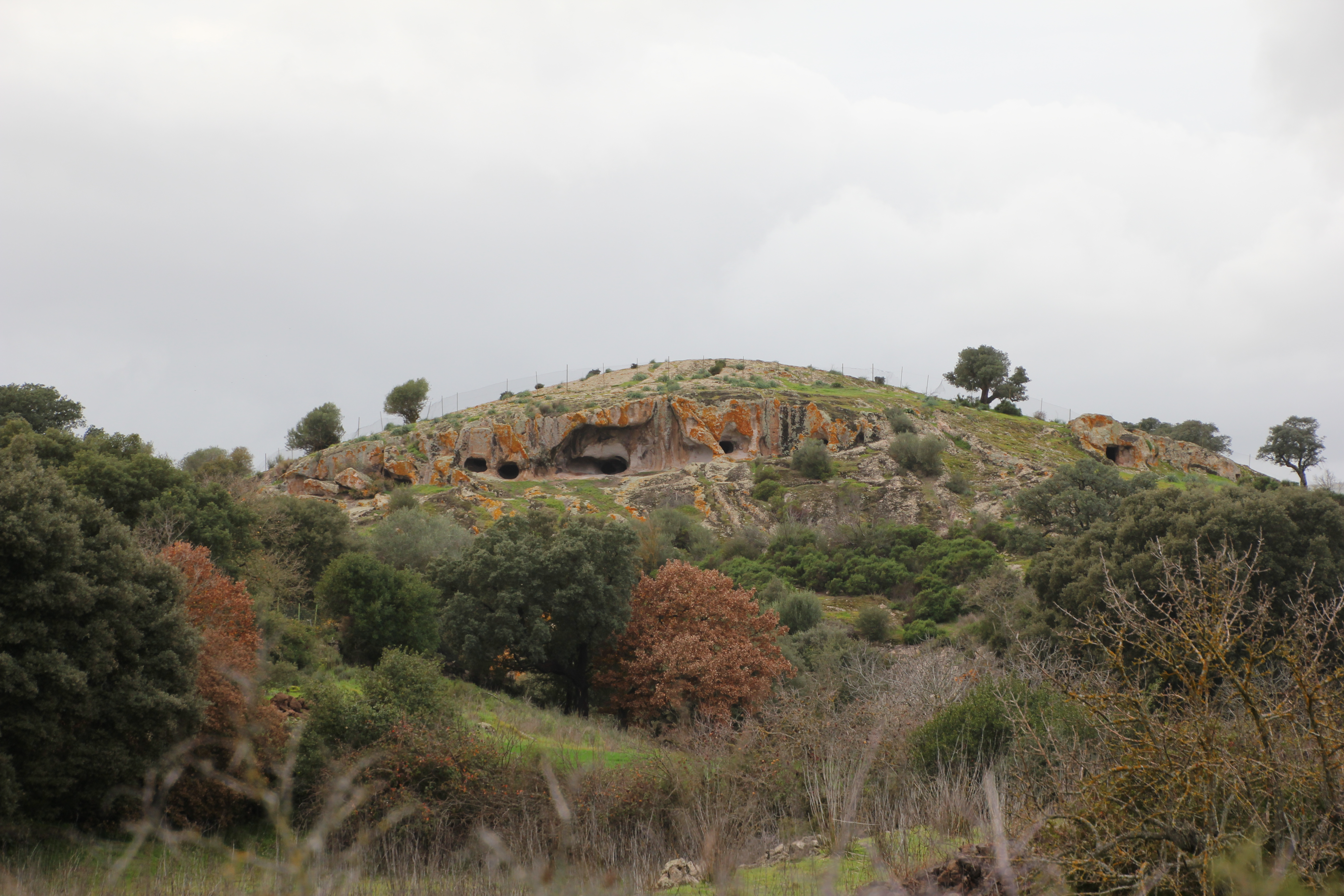
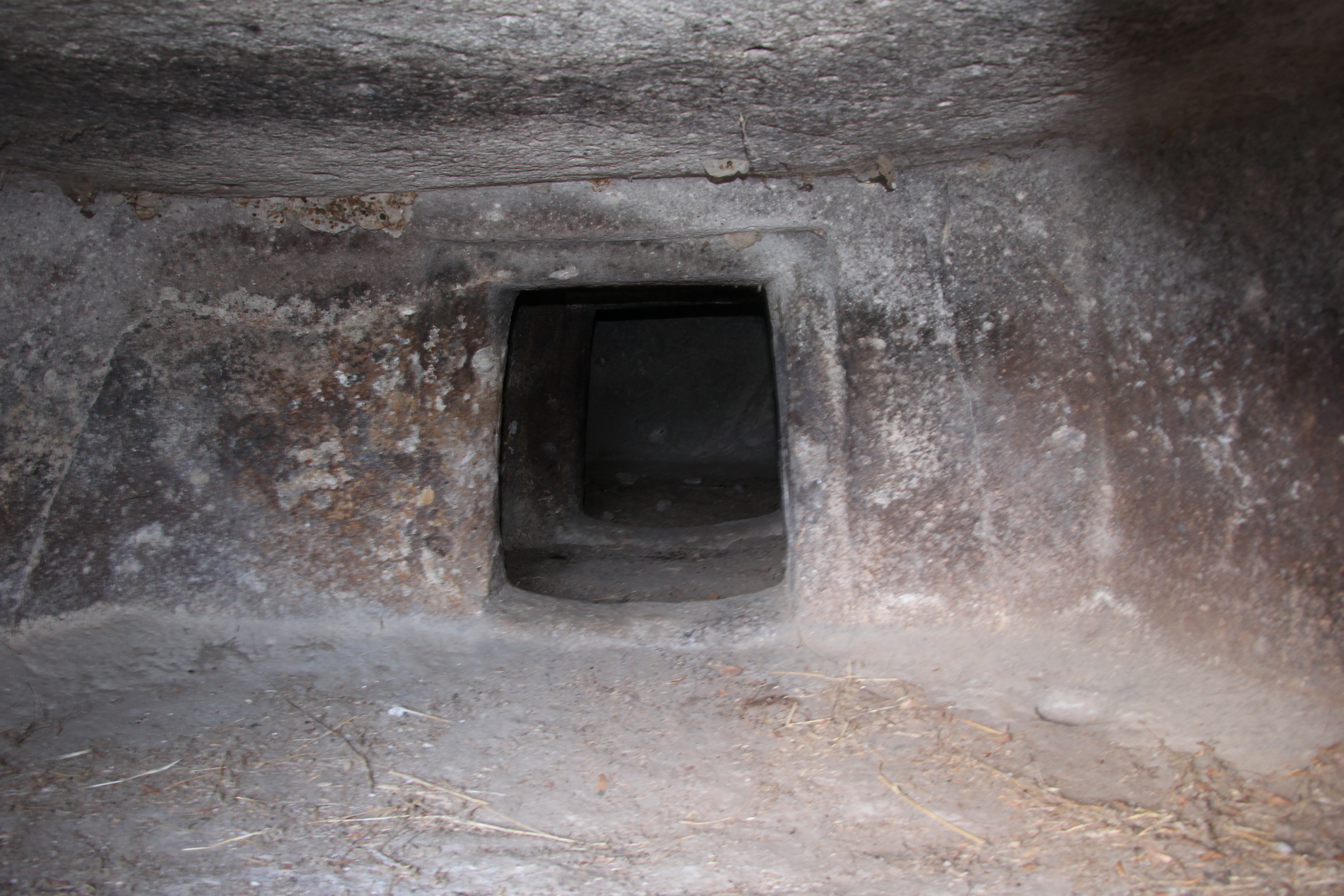
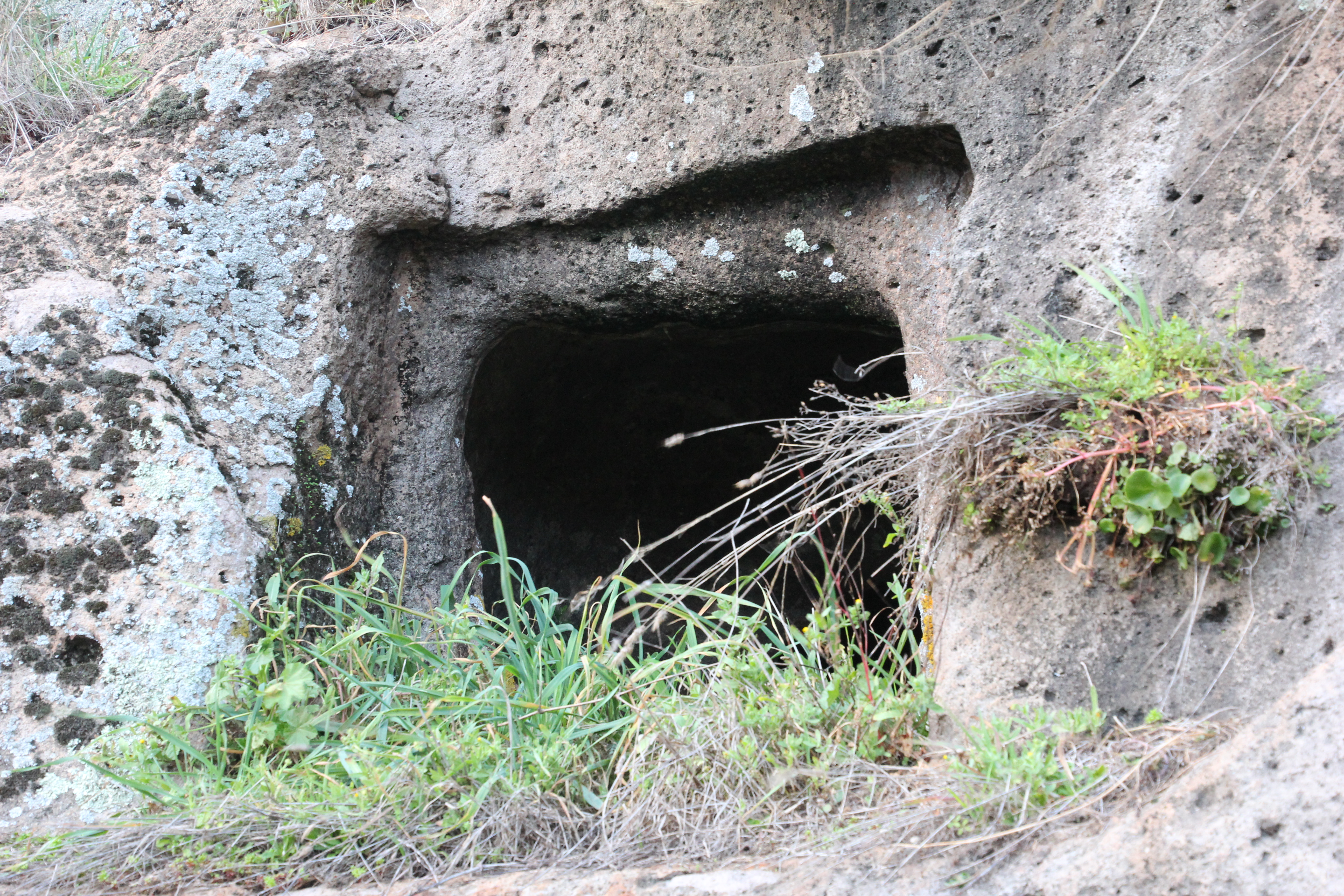

Unter den Anlagen der Bronzezeit (1800–1600 v. Chr.) ragt Tomba XIV heraus. Das ungewöhnliche (nur etwa 50 Exemplare) Felsengrab ist ähnlich wie Pesciarzos, Sa Figu und Sos Furrighesos mit einer als Portalstele gestalteten Front nach Art der Gigantengräber versehen, hier allerdings unvollständig und kaum erkennbar.